# Sealy
Sealy és una població dels Estats Units a l'estat de Texas. Segons el cens del 2000 tenia 5.248 habitants.

## Demografia
Segons el cens del 2000, Sealy tenia 5.248 habitants, 1.882 habitatges, i 1.349 famílies. La densitat de població era de 293,2 habitants per km².
Dels 1.882 habitatges en un 38,4% hi vivien nens de menys de 18 anys, en un 52,6% hi vivien parelles casades, en un 13,7% dones solteres, i en un 28,3% no eren unitats familiars. En el 24,5% dels habitatges hi vivien persones soles l'11,7% de les quals corresponia a persones de 65 anys o més que vivien soles. El nombre mitjà de persones vivint en cada habitatge era de 2,75 i el nombre mitjà de persones que vivien en cada família era de 3,3.
Per edats la població es repartia de la següent manera: un 30,2% tenia menys de 18 anys, un 9,3% entre 18 i 24, un 28,9% entre 25 i 44, un 19,2% de 45 a 60 i un 12,5% 65 anys o més.
L'edat mediana era de 33 anys. Per cada 100 dones de 18 o més anys hi havia 87,8 homes.
Entorn de l'11,2% de les famílies i el 15,6% de la població estaven per davall del llindar de pobresa.

## Poblacions properes
El següent diagrama mostra les poblacions més properes.